# جون آر. مكبرايد
جون آر. مكبرايد (بالإنجليزية: John R. McBride)‏ (و. 1832 – 1904 م) هو سياسي، وقاضي، ومحامي أمريكي، ولد في سانت لويس، ميزوري، كان عضوًا في الحزب الجمهوري، توفي في سبوكين، عن عمر يناهز 72 عاماً.

## مناصب
تولى منصب عضو مجلس النواب الأمريكي
- عضو مجلس ولاية أوريغون ‏

.